# Movimento Nacional para a Reforma e o Desenvolvimento
O Movimento Nacional para a Reforma e o Desenvolvimento (em inglês:  National Movement for Reform and Development, NMRD) é um grupo rebelde sudanês baseado na região de Darfur. O grupo foi formado quando se separou do Movimento Justiça e Igualdade em 2004. 
O NMRD assinou um acordo de cessar-fogo com o governo do Sudão em dezembro de 2004.  No acordo, as partes concordaram em uma troca mútua de prisioneiros de guerra e permitir que grupos de ajuda prestassem socorro aos cidadãos locais.  Teve o apoio de pessoas que vivem ao longo de um trecho da fronteira Chade-Sudão.  Embora sua força fosse pequena, retomou as operações militares contra o governo em 2005. 
Em 28 de janeiro de 2006, o NMRD atacou uma base militar sudanesa em Arm Yakui, no oeste de Darfur, matando 78 soldados e fazendo 17 prisioneiros. As Forças Armadas do Sudão mataram dois e feriram cinco rebeldes, dizendo que o ataque "veio repentinamente de dentro do território chadiano e respondemos ao fogo com a mesma força usando artilharia".